# エドモンド・カートライト
エドモンド・カートライト（Edmund Cartwright, 1743年4月24日 - 1823年10月30日）は、イギリスの牧師、実業家、発明家。特に自動織機（力織機）の開発で名高く、イギリスの産業革命に貢献した。兄弟に海軍軍人で急進的な改革派政治家だったジョン・カートライト大佐、貿易事業者でラブラドル半島を探検したジョージ・カートライトがいる。

## 生涯
イギリスのノッティンガムシャーの旧家の家柄に生まれる。ウェイクフィールドのクイーン・エリザベス・グラマー・スクール（英語版）で学び、1766年にオックスフォード大学ユニバーシティ・カレッジ（英語版）で学び、同モードリン・カレッジを卒業した。
牧師
以後40代頃までイングランド国教会の牧師を生業とする。牧師時代の1770年には詩集「Armine and Elvira」、1779年には「平和の王子」を出版した。1779年レスターシャーのゴードビーマーウッドの教区牧師となり、1783年にはリンカン大聖堂の受禄聖職者となった。しかし発明家として知られるようになり、1806年に名誉神学博士を授与された。
従軍牧師として、ジョン・ラッセル公爵の邸宅ウォバーン・アビーで公爵息子（のちのイギリス首相ラッセル伯爵）の教師も務めた。
発明家

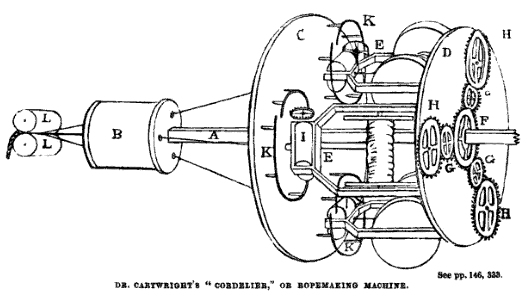
カートライトのロープ製造機

1785年にリチャード・アークライトの水力紡績機の特許が失効し、マンチェスターに綿糸が多く出回った。それ以前から織機が不足したためカートライトは1784年に力織機を設計しはじめ、1785年に力織機の基本特許を取得し、それに伴ってドンカスターに織物工場を設立した。年を重ねるごとに力織機の新しい特許を取得し、力織機以外にも1789年に梳毛機、1792年にロープ製造機、1797年にアルコール機関（水の代わりにアルコールを使用した蒸気機関）を発明した。
1790年、マンチェスターのゴートン出身のロバート・グリムショーはマンチェスター中心部に織物工場を建設し500台の力織機を導入する予定だったが、30台を設置した時点で火災で焼失した。手織り機の織り手が職を失うことを恐れて放火したのではないかと見られている。この工場は再建されなかった。
当時の発明家は発明だけでは収入はなかったが、1809年英国議会庶民院がカートライトの功績を称え1万ポンドを贈った。その後はケントに移住。1821年、王立協会のフェローに選ばれた。1823年サセックスのヘイスティングスで死去し、サセックスのバトルに埋葬された。

## 力織機

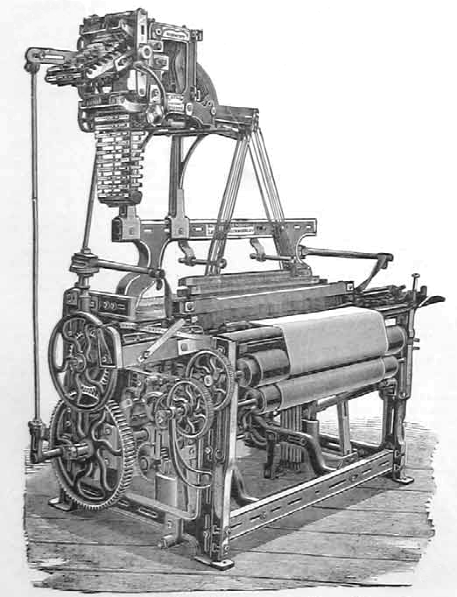
ドビー織り機構のある1890年代の織機。Textile Mercury に掲載されたイラスト。

カートライトは織りの機械化を成し遂げた。紡績機と工場制は既に存在していた。1784年に世界初の力織機 (power loom) を設計し、1785年に特許を取得したが、実用性は乏しかった。1789年、実用に耐える織機の特許を取得し、後の発明家らが改良を行う基盤となった。機械的に駆動できる織機は1人の人間がついて操作する必要はあったが、手動の織機より遥かに生産力が高く、商業的成功を収めた。なお、力織機の開発にあたっては Zach Dijkhoff という年老いた職人が手助けした。
カートライトが織機に付加したのは、送り出し機構、経糸と緯糸の停止機構、織機動作中に経糸にのりを塗る機構である。カートライトはドンカスターで力織機を使った織物工場を操業開始したが、数多くの問題が見つかり、その対策に追われた。例えば、小割板を別々に動かすためにクランクと偏心ホイールを導入した。また、シャトルがシャトルボックスに入らなかったときに織機を自動停止するようにし、シャトルボックス内でシャトルが撥ねるのを防ぐようにした。さらに織れた布をピンと張るための自動伸子（テンプル）を追加した。1793年、この工場は債権者の手に渡っている。
1792年、力織機に関する最後の特許を取得している。それは、複数のシャトルボックスを備えた織機で、チェック模様や格子縞を織ることができる織機だった。しかし彼の努力はあまり効果がなかった。彼は織機に経糸を設置した状態で糊付けする方式や織機に経糸を設置する前に糊付けする方式を試したが、どれもうまくいかなかった。これを解決したのはウィリアム・ラドクリフと助手のトーマス・ジョンソンで、1803年のことである。彼らは整経を行うビーム経糸巻取り機と巻き取った経糸を糊付けする機械を発明した。

## 親族
- 兄は海軍軍人で改革の父と呼ばれたジョン・カートライト（英語版）（1740年9月17日 - 1824年9月23日）。
- 弟に貿易事業者でラブラドル半島を探検したジョージ・カートライト（英語版）。
- 妻はAlice Whittaker（ドンカスターのエスクワイアのRichard Whittakerの娘）[8]。1772年に結婚した[9]。
- 娘のエリザベス・ペンローズは、作家名がミセス・マーカム（英語版）（1780年8月3日 - 1837年1月24日）。
- 義理の息子は牧師のジョン・ペンローズ（英語版）
- 孫にボート選手で建築家・考古学者・天文学者のフランシス・ペンローズ（英語版）、曽孫に歴史学者のエミリー・ペンローズ（英語版）。